# استارایا ماسرا
استارایا ماسرا (به قزاقی: Staraya Masra) یک منطقهٔ مسکونی در قزاقستان است که در استان آق‌تپه واقع شده‌است.